# Einar Kedja
Carl Einar Waldemar Kedja, ursprungligen Lundgren, född 8 november 1907 i Kalmar, död 2 mars 1993 i Garde på Gotland, var en svensk tecknare, grafiker och heraldiker.
Han var son till kontorschefen Johan Albert Leopold Lundgren och Martha Christina Elisabeth Bohman samt från 1936 gift med Irma Elisabeth Ljunggren. Kedja, som bytte efternamn i december 1936, studerade vid Högre konstindustriella skolan i Stockholm 1929–1934. Han tilldelades ett resestipendium som förde honom till Rom och Florens 1934. Han studerade därefter heraldik för Harald Fleetwood i Stockholm 1936–1937  samt vid Konstakademiens grafiska skola 1945. Han fortsatte sina studier för Aksel Jørgensen vid den danska konstakademien 1947. 
Han var anställd som konstnärlig ledare vid Heraldisk konst 1936–1939 och innehavare av firman Heraldica i Stockholm 1939–1946. Han tilldelades 1939 Svenska slöjdföreningens stipendium för att bedriva utlandsstudier av heraldisk konst. Han ställde ut med heraldisk konst på Nationalmuseum 1940 och på Kunstindustrimuseet i Köpenhamn 1948. 
Bland hans offentliga arbeten märks utsmyckningar för Malmö rådhus, S:t Petri kyrka och S:t Andreas församlingshus i Malmö, Örkelljunga kyrka, samt i Kungliga Husgerådskammaren i Stockholm. Han vann tävlingen som utlystes i och med att Sollentuna blev köping vid årsskiftet 1943–1944. Sollentuna fick sitt kommunvapen 1946, tre skepp som vilar på stockar. Hans konst består förutom heraldik av exlibris, landskap, figursaker och dekorativ konst i teckning, träsnitt, litografier och etsningar. Kedja är representerad vid Nationalmuseum, Armémuseum, Kalmar konstmuseum och Vatikanen i Rom.
Einar Kedja var länge bosatt i Lund. Han är gravsatt i minneslunden på Garde kyrkogård.